# STS-42
STS-42 var den fyrtiofemte flygningen i det amerikanska rymdfärjeprogrammet, den fjortonde flygningen med rymdfärjan Discovery. Den sköts upp från Pad 39A vid Kennedy Space Center i Florida den 22 januari 1992. Efter drygt åtta dagar i omloppsbana runt jorden återinträdde rymdfärjan i jordens atmosfär och landade vid Edwards Air Force Base i Kalifornien.